# Гордієнко Дмитро Олександрович
Дмитро Олександрович Гордієнко (нар. 2 березня 1983, Дніпропетровськ, УРСР) — український футболіст, нападник. Виступав у Прем'єр-лізі за ФК «Львів», а також за низку клубів першої та другої ліг України. Нині дитячий тренер клубу «Дніпро».

## Життєпис
У ДЮФЛУ виступав за дніпропетровські УФК і «Дніпро». Потім грав за німецький «Саарбрюкен». Влітку 2002 року потрапив в івано-франківський «Лукор», але незабаром виступав за «Прикарпаття».
Потім грав за хмельницьке «Поділля», в команді провів 39 матчів і забив 2 м'ячі в чемпіонаті, також зіграв у 1 матчі Кубка України. Восени 2004 року потрапив у клуб «Миколаїв», Гордієнко в команді не провів жодного матчу. Потім грав за «Нафком» з міста Бровари. Влітку 2006 року перейшов у білоцерківську «Рось». Клуб виступав у Другій лізі, Гордієнко став 4-м бомбардиром у сезоні 2006/07 років, забивши 12 м'ячів у 28 матчах. У липні 2007 року побував на перегляді в алчевській «Сталі», але команді не підійшов. 
Влітку 2007 року перейшов у бурштинський «Енергетик». У сезоні 2007/08 років Гордієнко забив 18 м'ячів, ставши третім бомбардиром після Павла Ониська та Матвія Бобаля. Після цього їм цікавилися львівські «Карпати». У липні 2008 року перейшов до табору новачка Прем'єр-ліги, ФК «Львів» у статусі вільного агента. Гордієнком підписав контракт терміном на один рік і взяв 10-й номер. У Прем'єр-лізі дебютував 20 липня 2008 року в домашньому матчі проти донецького «Шахтаря» (2:0), Гордієнко почав матч в основі, але на 69 хвилині був замінений на Павла Худзіка. Єдиним голом за «Львів» відзначився 2 листопада 2008 року в матчі проти сімферопольської «Таврії» (2:4), на 39 хвилині у ворота Андрія Диканя. За підсумками сезону 2008/09 років «Львів» залишив вищий дивізіон, а Гордієнко провів всього 12 матчів і забив 1 м'яч у «вишці».
Влітку 2009 року повернувся в «Енергетик». В липні 2010 року перейшов до білоцерківського «Арсеналу», а в березні 2011 року повернувся до «Енергетика». У тому ж році, в зв'язку зі зміною власника бурштниской ГРЕС, фінансування «Енергетика» закінчилося і клуб припинив своє існування. Тут-то на горизонті й з'явився «Кремінь».
|                                           | Мені подзвонив Юрій Олександрович Чумак, який був в курсі подій з «Енергетиком» і давно знав мене особисто. Він запропонував мені варіант з «Кременем», я приїхав до Кременчука, де ми й підписали річний контракт з клубом. Після західної України для мене на той момент це був найоптимальніший варіант. |
| — офіційний сайт кременчуцького «Кременя» | |

У 2013 році завершив кар'єру гравця, і приступив до роботи в академії дніпропетровського «Дніпра». Працює тренером юнацьких складів до 10 і до 13 років.
Його тато Олександр Васильович і дядько Олексій Васильович були футбольними арбітрами. Як лайсмени провели у вищій лізі чемпіонату України понад 100 матчів кожний.

## Досягнення
- Друга ліга чемпіонату України
  -  Чемпіон (1): 2003/04
  -  Срібний призер (1): 2003/04
  -  Бронзовий призер (1): 2002/03